# 司儀
司儀（英語：Master of ceremonies, emcee 或 MC）是指國家、宗教、民俗、舞台、大會等典禮的場合，負責禮儀儀式進行程序的主持人，中國古代又稱為「贊禮」。司儀的襄助稱為「襄儀」，又稱為「禮生」，負責配合司儀的口令進行引導動作。

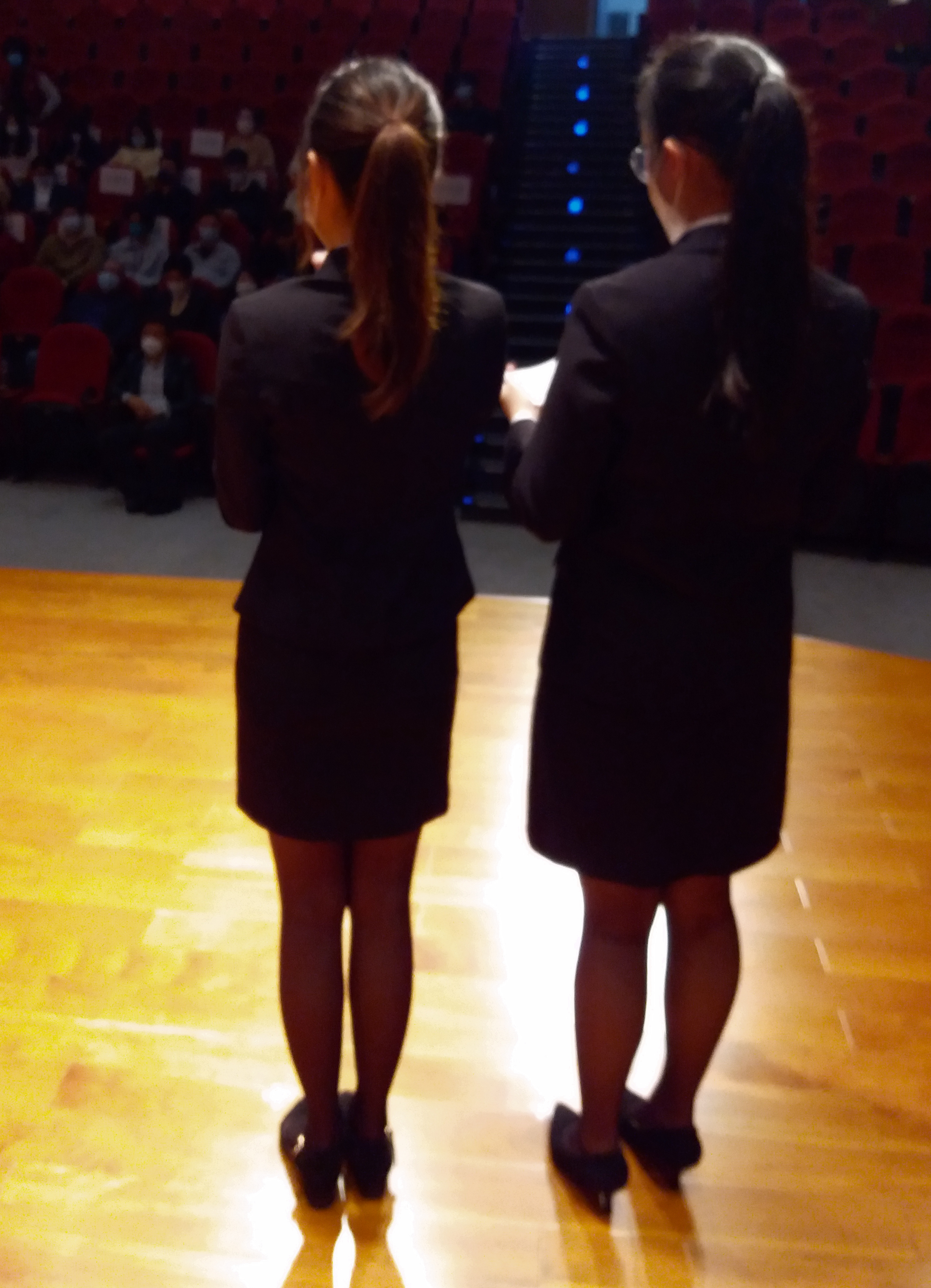
舞台上的司儀

現在，一般也有將電視台、公眾活動、節目和宴會主持人、新聞發佈會主播、廣播電台播音員、馬戲團報幕人、拍賣會拍賣師、會議主席稱為司儀，是  的關聯詞語——。

## 辭源
漢語「司儀」一詞由來已久，是中國古代的官職，掌理接待賓客的禮儀，在典禮中贊禮及報告進行程序。《周禮·秋官·司寇》：「司儀，掌九儀之賓客擴相之禮，以詔儀容、辭令、揖讓之節。」鄭玄注：「出接賓客曰檳，入贊禮曰相。以詔者，以禮告王。」
周代秋官有司儀上士八人、中士十六人，漢代大鴻臚有理禮郎，此後無聞。北魏置司儀官，北齊改司儀署，隋唐沿置，屬鴻臚寺，掌凶禮喪葬之事。宋代以後不設職官，明代的司儀主管陳設引奏禮儀，清代廢除。
外語起源於5世紀的天主教會，是教宗府的官員，負責處理涉及教宗的彌撒，也可能參與宗座、教宗府或其他部門的禮儀工作。

## 儒家祭典
中國傳統祭祀典禮的司儀稱為「通」、引導者稱為「引」、複誦儀節程序者稱為「贊」，專事協助行禮者進行應對的禮節，是由儒生來負責擔任。在祭孔大典的大型祭祀典禮，設有通贊（司儀）2人、引贊（配合通贊的執事人員）10人、禮生（其餘執事人員）52人，臺北孔廟將這64人並稱為禮生。

## 天主教會
天主教會的教宗禮儀長負責處理涉及教宗的彌撒，也可能參與宗座、教宗府或其他部門的禮儀工作。

## 宮廷
現代，一些國家的宮廷仍另行設有司儀官（或類似名稱）的職位，負責君主加冕和接待外國大使的禮儀。

## 騎士團
許多古老的騎士團仍然保留傳統的司儀官，這種傳統也在近現代的兄弟會中盛行。

## 婚喪喜慶活動
婚禮、喪禮、喜事、慶典、尾牙、宴會等活動的主持人也稱為司儀，須要引導有關活動的進行，並熟悉各項儀節的程序、內涵和用語，有時候還要代表款待人講話；除此之外，也要有掌控時間、處理突發狀況和營造不同現場氣氛的應變能力。他們帶動氣氛的能力，令參與者可以融入活動的氣氛。

## 另見
- 典儀
- 主持人、主播、播音員、電台主持人
- 相聲、棟篤笑、脫口秀
- 金牌司儀、名嘴
- DJ（disc jockey）、VJ（video jockey）、MC

## 外部連結
- 维基共享资源上的相關多媒體資源：司儀